# Estación de Godarville
La estación de Godarville es una estación de tren belga situada en Chapelle-lez-Herlaimont, en la provincia de Henao, región Valona.
Pertenece a la línea  de S-Trein Charleroi.

## Situación ferroviaria
La estación se encuentra en la línea 117 (Braine-Luttre).

## Intermodalidad
| Línea | Procedencia          | Parada          | Destino                  |
| ----- | -------------------- | --------------- | ------------------------ |
| 167   | LA LOUVIÈRE SNCB Sud | GODARVILLE SNCB | GODARVILLE Nouvelle Cité |